# Höllmühl (Mitterfels)
Höllmühl ist ein Gemeindeteil des Marktes Mitterfels im niederbayerischen Landkreis Straubing-Bogen.
Die Einöde liegt an der Menach und direkt südlich der Staatsstraße 2147.

## Geschichte
Erstmals erwähnt wird die Mühle 1660. Hier war eine der vier Mitterfelser Wassermühlen entlang der Menach. Der Mühlgraben, der etwa 200 Meter oberhalb von der Menach abzweigt, ist noch vorhanden und trieb früher das oberschlächtige Wasserrad an. Ursprünglich wurde Getreide gemahlen. Später wurde auf Stromerzeugung umgestellt.

### Kirchensprengel
Der Ort wurde 1832/33, zur gleichen Zeit wie Kastenfeld, Kleinkohlham, Reinbach, Spornhüttling, Haidbühl, Reiben und Uttendorf, von der katholischen Pfarrei Haselbach nach Mitterfels umgepfarrt.

### Namenserklärung
Verborgene Mühle; Mühle, die im tiefen Talgrund verborgen liegt. Frühere Schreibweisen: Hölmil, Hölmihl, Höllmihl, Höllmüll.

### Einwohnerentwicklung
| Jahr      | 1838 | 1860 | 1871 | 1875 | 1885 | 1900 | 1916 | 1925 | 1950 | 1961 | 1970 | 1987 |
| --------- | ---- | ---- | ---- | ---- | ---- | ---- | ---- | ---- | ---- | ---- | ---- | ---- |
| Einwohner | 3    | 7    | 10   | 5    | 6    | 6    | 5    | 10   | 7    | 5    | 6    | 2    |

## Umwelt
Höllmühl liegt teilweise im Landschaftsschutzgebiet Bayerischer Wald.

## Baudenkmäler
Siehe: Liste der Baudenkmäler in Höllmühl